# Das tote Brügge
Das tote Brügge (frz. Bruges-la-Morte) ist ein symbolistischer Roman des belgischen Schriftstellers Georges Rodenbach. Er erschien 1892 zuerst als Fortsetzungsroman in der Zeitschrift Le Figaro und im selben Jahr in Buchform, ergänzt durch Fotografien der Stadt Brügge. 1903 wurde der Roman erstmals ins Deutsche übersetzt.
Das tote Brügge erzählt die Geschichte des trauernden Witwers Hugues Viane, der sich in Brügge niedergelassen hat und dort der Obsession zu einer Operndarstellerin erliegt, die seiner verstorbenen Ehefrau gleicht. Das Buch ist die berühmteste literarische Beschreibung des in Bedeutungslosigkeit erstarrten alten Brügge, der einst reichsten Handelsstadt Nordeuropas.

## Inhalt

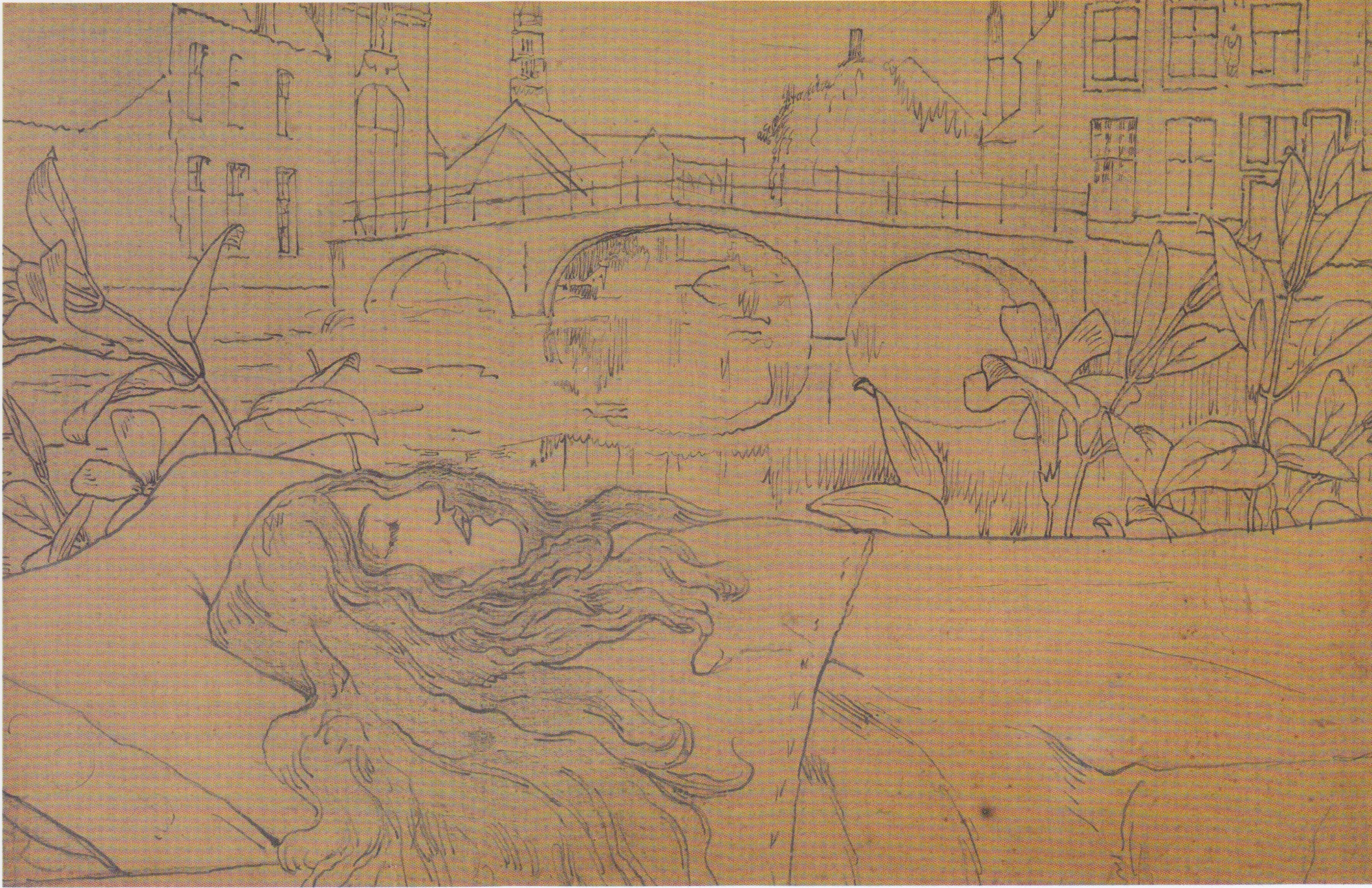
Illustration von Fernand Khnopff auf der Frontispiz der Erstausgabe.

Hugues Viane zieht nach dem Tod seiner geliebten Frau nach Brügge. Untröstlich wie er ist, hat er sich diese Stadt ausgesucht, die in ihrer Tristesse seinem Seelenzustand ähnelt, gleichzeitig assoziiert er das tote Brügge mit seiner toten Frau. Zurückgezogen lebt er in einem Haus an einem Kanal, der einzige Mensch, mit dem er Umgang hat, ist seine alte Hausgehilfin Barbe.
In seinem Wohnzimmer hat Hugues ein Reliquiar für die Verstorbene eingerichtet: mehrere Porträts von ihr hängen an den Wänden, und auf dem verstummten Klavier liegt ihr langer, blonder Zopf, den er vor dem Grab gerettet hat, unter einem Kristalldeckel.
An jedem Spätnachmittag streift er durch die verregneten Gassen, entlang der nebligen Kanäle und grauen Häuser von Brügge. Gelegentlich geht er auch in die Kirche, denn er hofft, seine Frau nach dem Tod wiederzusehen. Das ist der einzige Grund, warum er sich in seinem Kummer nicht umbringt: der katholische Glaube verbietet ihm den Selbstmord.
Eines Abends, als er aus der Kirche tritt, traut er seinen Augen kaum: er sieht eine Frau, die seiner Ehefrau aufs Haar gleicht. Er verfolgt sie ein Stück, verliert sie dann aber. Eine Woche später sieht er sie wieder und geht ihr wieder nach. Er erfährt, dass sie Jane Scott heißt, Tänzerin ist und mit ihrer Truppe zweimal die Woche aus Lille anreist, um Gastspiele im Theater von Brügge zu geben.
Nach einigen Wochen spricht er sie an und trifft sich von da an regelmäßig mit ihr. Die Ähnlichkeit mit seiner Frau ist für ihn ein Wunder, er sieht seine tote Frau zurückgekehrt und hat deshalb auch nicht das Gefühl, die Geliebte mit Jane zu betrügen. Er überredet Jane, das Tanzen aufzugeben und nach Brügge zu ziehen, wo er sie fortan jeden Abend in ihrem Haus besucht. Die Stadt Brügge passt sich seiner veränderten Seelenhaltung an, wirkt fröhlicher und farbiger.
Doch mit der Zeit ist die Beziehung der beiden nicht mehr so glücklich wie zu Beginn. Hugues liebt gar nicht Jane, sondern nur das, was sie für ihn darstellt: seine Frau. In ganz Brügge redet man schon über den Witwer und seine Liaison. Die sehr fromme Barbe lässt sich von ihren Freundinnen im Kloster überzeugen, bei Hugues kündigen zu müssen, sobald er die Frau mit nach Hause bringt. Und Jane selbst hat in Brügge einige heimliche Liebschaften. Hugues beginnt sie auszuspionieren.
Mehr und mehr entdeckt er auch störende Unterschiede zu seiner Frau: Janes langes blondes Haar ist nur gefärbt, sie schminkt sich grell, lässt sich gehen, neigt zu Streit. Eine Predigt in der Kirche über den Tod öffnet Hugues die Augen: Er entwickelt gegenüber seiner Frau furchtbare Schuldgefühle und fürchtet, sie nun auch im Tod nie wiederzusehen. Der Versuch, Jane und seine Frau zu verschmelzen, indem Jane ein Kleid der anderen anzieht, misslingt.
Dennoch glaubt Hugues, Jane zu lieben und will sie um jeden Preis in Brügge halten. Sie willigt ein, überzeugt, dass Hugues ohnehin bald stirbt und sie sein reiches Erbe erhält. Zur Heilig-Blut-Prozession, die an seinem Haus vorbeiführt, lädt sie sich bei Hugues ein, woraufhin die alte Barbe sofort kündigt. Jane amüsiert sich im Wohnzimmer über die Porträts der Frau, die ihr gleicht. Zum Spaß greift sie sich den Zopf im Kristallsarg und legt ihn sich um den Hals. Wie wahnsinnig beginnt Hugues eine Verfolgungsjagd durchs Wohnzimmer. In seiner Raserei packt er Jane und zieht den Zopf um ihren Hals zu, bis er sie erdrosselt hat.

## Hintergrund

### Das tote Brüggeund der Symbolismus
Rodenbachs Kurzroman gilt als wichtiges Dokument des französischsprachigen Symbolismus. Diese Kunstströmung des späten 19. Jahrhunderts hatte zum Ziel, darzustellen, ohne zu zeigen. Das Symbol, das der Künstler darstellen will, muss der Rezipient anhand der vielen und häufig eindeutigen Umschreibungen selbst erkennen.
Es finden sich noch andere für den Symbolismus typische Anzeichen im Text:
- die Idealisierung der Frau und die Exklusivität der einen großen Liebe
- die morbide Atmosphäre, die durch eine irrationale Verehrung der Toten entsteht
- die Assoziation der toten Frau mit der toten Stadt
- die unterschwellige Spiritualität

### Interpretation
Im Vorwort zu Das tote Brügge macht Rodenbach bereits eine wichtige Interpretation deutlich: „die Stadt als Hauptfigur, verbunden mit den Gemütszuständen, die berät, abbringt, zum Handeln anregt“.
Hugues Viane, der traurige Witwer, erkennt in Brügge die Stadt, die seiner unendlichen Trauer und Melancholie gleicht, sein Inneres äußerlich repräsentiert: durch verlassene Straßen, düstere Kanäle, stumme Häuserfassaden und den stets präsenten Nebel und Nieselregen. Als Hugues Jane kennenlernt, ändert sich mit seinem Gemütszustand auch die Stadt; sie wird heller, sonniger, freundlicher, offener. Doch mit den Problemen in der Beziehung kehrt auch die düstere Melancholie nach Brügge zurück.
Eine ähnliche Veränderung wird in dem Kapitel beschrieben, in dem Hugues Haushälterin Barbe ein Fest im Beginenhof besucht: Auf ihrem morgendlichen Weg zum Kloster nimmt sie die helle Sonne und das Grün der Natur wahr; abends, nachdem man ihr eröffnet hat, dass sie unmöglich einem Mann dienen könne, der in Sünde mit einer Tänzerin lebt, kehrt sie durch „tote Straßen“ heim.

### Fotografien und Illustration der Erstausgabe

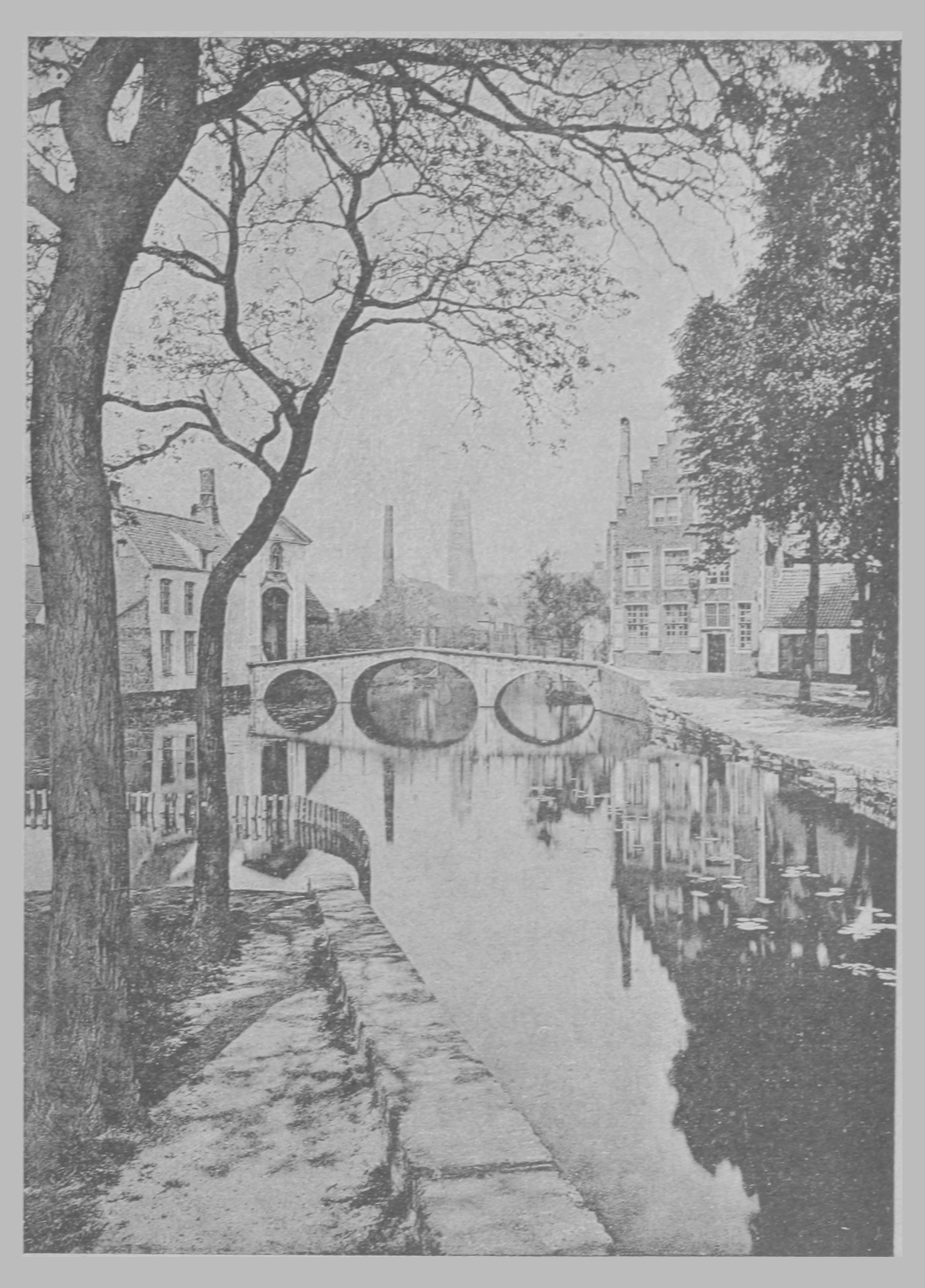
Bild Nr. 2 der Fotoillustrationen der Erstausgabe (Brücke zum Beginenhof).

Rodenbach bebilderte die Erstausgabe seines Romans mit 35 Fotografien von Brügger Stadtansichten, um, wie er in einer dem Roman vorangestellten „Vorbemerkung“ erläuterte, die Atmosphäre der Stadt dem Leser auf Anhieb nicht nur sprachlich, sondern auch optisch zu vermitteln. Die Fotos (und die Einleitung) wurden in späteren Ausgaben häufig reduziert oder gänzlich weggelassen.
Der Maler Fernand Khnopff, ein persönlicher Bekannter Rodenbachs aus der jungen belgischen Künstlerszene, illustrierte das Frontispiz für die Erstausgabe des Romans, der ihn darüber hinaus zu einer Serie von in den folgenden Jahren entstandenen Zeichnungen inspirierte.

### Deutsche Übersetzungen
Friedrich von Oppeln-Bronikowski besorgte 1903 die erste Übertragung ins Deutsche, in der er unter anderem den Namen des Protagonisten Hugues Viane zu Hugo eindeutschte. Spätere Übersetzungen wurden 2003 von Dirk Hemjeoltmanns und 2005 von Reinhard Kiefer angefertigt.

## Nachwirkung
Rodenbach arbeitete die Handlung des Romans später zu einem Drama, Le Voile (1894; deutsch: Die stille Stadt, im Internet Archive), um. Der Komponist Erich Wolfgang Korngold verwendete das Buch 1920 als Vorlage für seine Oper Die tote Stadt. Arthur Schnitzler verarbeitete den Stoff für seine Erzählung Die Nächste (1899). Der Roman beeinflusste auch nachfolgende Autoren wie W. G. Sebald.
Elisabeth Bronfen diskutierte Rodenbachs Roman im Zusammenhang mit dem Kriminalroman D’entre les morts (dt. Von den Toten auferstanden) (1954) der Autoren Pierre Boileau und Thomas Narcejac sowie dessen Verfilmung Vertigo – Aus dem Reich der Toten (1958) von Alfred Hitchcock. In ihrem Aufsatz Erinnerte Liebe? über Schnitzlers Die Nächste und Hitchcocks Vertigo spekuliert Astrid Lange-Kirchheim ebenfalls über Boileaus und Narcejacs eventuelle Kenntnis von Rodenbachs Roman.

## Ausgaben

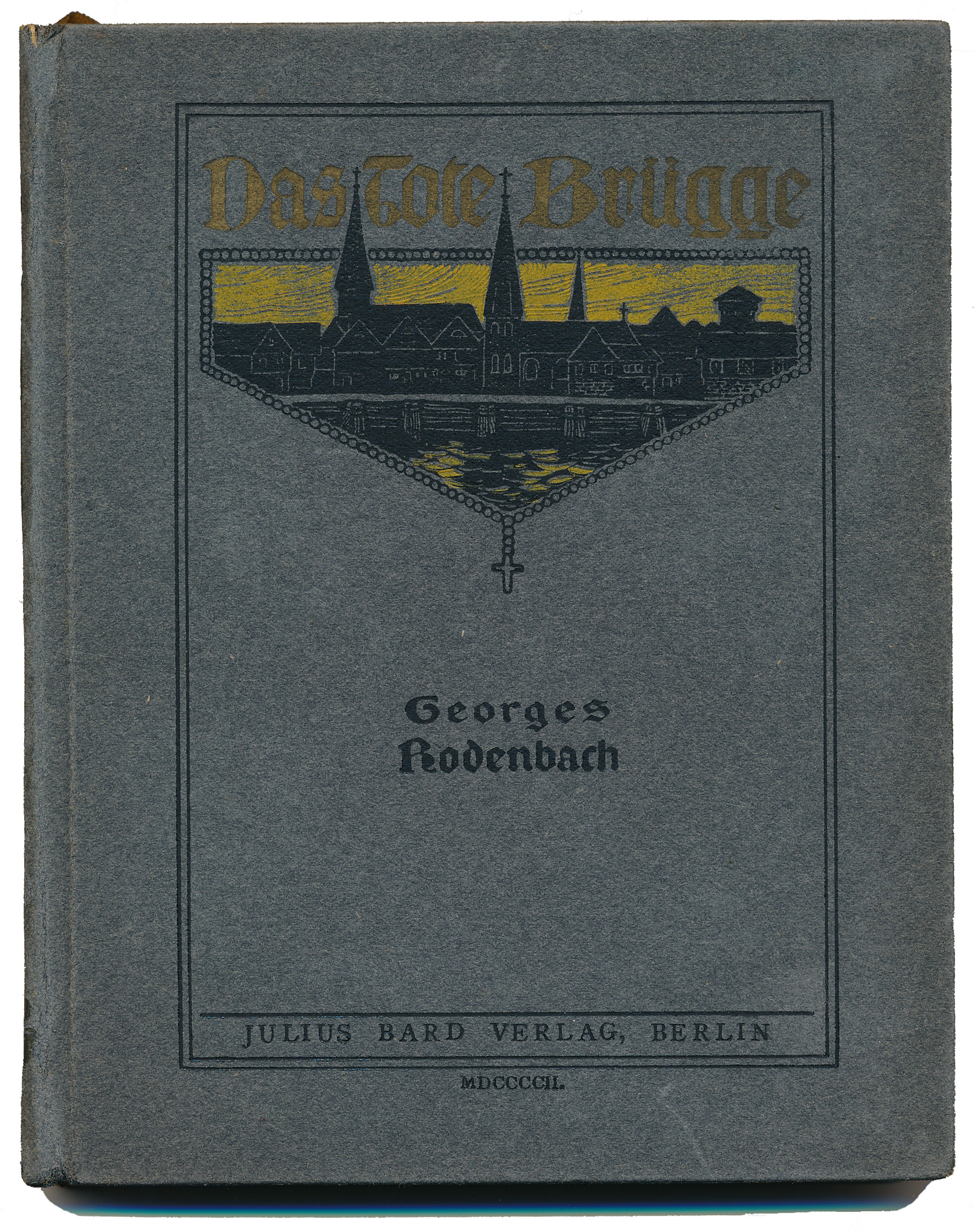
Das tote Brügge. Julius Bard, Berlin 1903. Dt. Erstausgabe

- Erstveröffentlichung als Fortsetzungsroman. In: Le Figaro, Paris, 4. bis 14. Februar 1892; gallica.bnf.fr
- Erstausgabe als Buch mit einem Hinweis des Autors und 35 Abbildungen: Bruges-la-Morte. Marpon & Flammarion, Paris 1892; archive.org. Neudrucke u. a.: Flammarion, Paris 1904; Actes Sud, Arles 1994, ISBN 2-86869-358-X.
- Das tote Brügge. Übersetzung von Friedrich von Oppeln-Bronikowski. Julius Bard Verlag, Berlin 1903.
- Das tote Brügge. (Kompilation mit 19 weiteren Kurzerzählungen des Autors.) Übersetzung von Oppeln-Bronikowski. Festa, Allmersbach 2003, ISBN 3-935822-64-2
- Brügge tote Stadt. Übersetzung von Dirk Hemjeoltmanns. Manholt Verlag, Bremen 2003, ISBN 978-3-924903-04-6.
- Das tote Brügge. Übersetzung von Dirk Hemjeoltmanns. Mit 17 der ursprünglichen Abbildungen und einem Nachwort von Rainer Moritz. Reclam, Leipzig 2011, ISBN 978-3-15-020220-3
- Brügge – Die Tote. Übersetzung von Reinhard Kiefer in Zusammenarbeit mit Ulrich Prill und einem Nachwort von Bernhard Albers. Rimbaud Verlag, Aachen 2005, ISBN 978-3-89086-915-5.
- In seiner Heimat Belgien und in den Niederlanden erschien der französische Roman über die flämische Stadt Brügge erst 1978 in einer niederländischen Übersetzung durch Marjolijn Jacobs und Jolijn Tevel unter dem Titel Brugge-de-dode und in der zweiten Auflage der Niederlande als Brugge, die stille.